# Culex lasiopalpis
Culex lasiopalpis är en tvåvingeart som beskrevs av Sirivanakarn 1977. Culex lasiopalpis ingår i släktet Culex och familjen stickmyggor.
Artens utbredningsområde är Sri Lanka. Inga underarter finns listade i Catalogue of Life.